# Lodewijk Filips von Thurn und Taxis
Lodewijk Filips Maria Frederik Josef Maximiliaan Antonius Ignatius Lamoral von Thurn und Taxis (Regensburg, 2 februari 1901 - Niederaichbach, 22 april 1933) was een prins van Thurn und Taxis.
Hij was de derde zoon van Albert I von Thurn und Taxis (zoon van Maximaliaan von Thurn und Taxis en hertogin Helene in Beieren, de oudere zuster van de Oostenrijkse keizerin Elisabeth) en Margaretha Clementine van Oostenrijk (dochter van Jozef van Oostenrijk en diens echtgenote, Clotilde van Saksen-Coburg en Gotha). 
Op 14 november 1922 trad hij in het huwelijk met prinses Elisabeth van Luxemburg. Het paar kreeg twee kinderen:
- Anselmus (14 april 1924 - 25 februari 1944)
- Iniga (25 augustus 1925 - 17 september 2008), gehuwd met prins Everhard van Urach (1907 - 1969).